# Gladys Vanderbilt Széchenyi
Gladys Vanderbilt Széchényi (27 agosto 1886 – 29 gennaio 1965) è stata una ereditiera statunitense della prominente famiglia Vanderbilt, e la moglie del conte ungherese, László Széchenyi.

## Contesto familiare

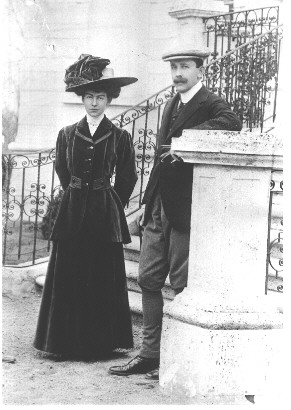
La contessa e il conte László Széchenyi, intorno al 1908

La Contessa Széchényi nacque Gladys Moore Vanderbilt nel 1886, la settima e più giovane dei figli di Alice Claypoole Gwynne e Cornelius Vanderbilt II, il presidente della New York Central Railroad. Gladys crebbe nella casa di famiglia sulla Fifth Avenue a New York, e nel "cottage" estivo di The Breakers a Newport nel Rhode Island.
Ereditò circa 25 milioni di dollari dalle proprietà di suo padre e ulteriori 5 milioni da quelle di sua madre. Ereditò anche la tenuta estiva di The Breakers.
Una sua cugina di primo grado fu Consuelo Vanderbilt, Duchessa di Marlborough.

## Matrimonio e discendenza

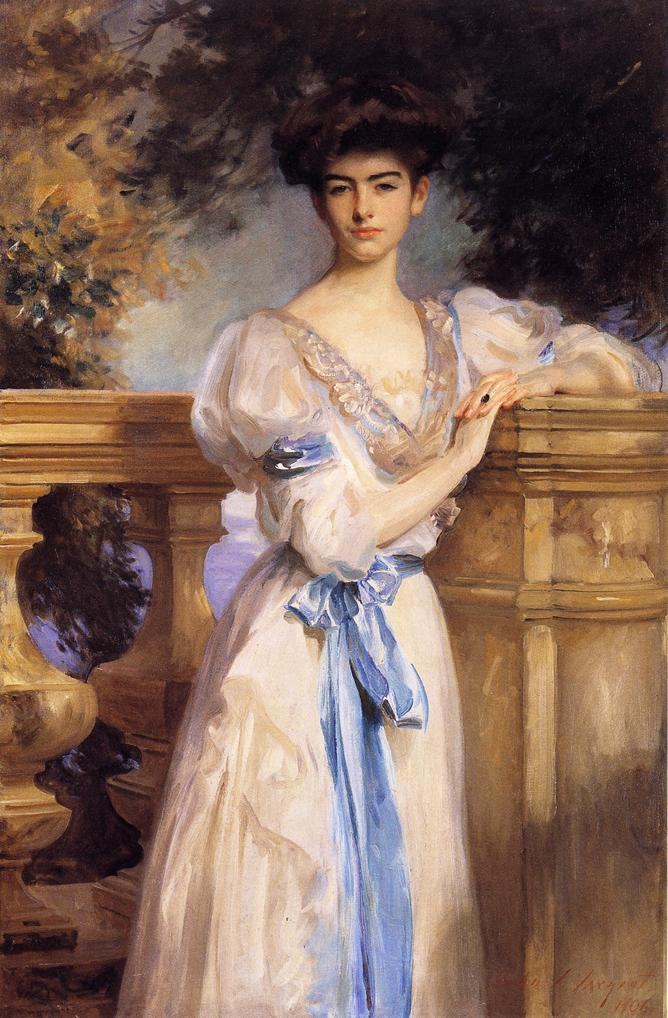
Galdys Vanderbilt, 1906

Il 27 gennaio 1908 a New York City, Gladys Vanderbilt sposò il conte ungherese László Széchenyi, il quarto dei figli del Conte Imre Széchenyi de Sarvar-Felsövidék e della Contessa Alexandra Sztáray de Sztára et Nagy-Mihály. Dal matrimonio nacquero cinque figlie:
- Cornelia "Gilia" Széchényi de Sárvár-Felsövidék (1908–1958), sposò Eugene Bowie Roberts (1898–1983), con discendenza, tre figli;
- Alice "Ai" Széchényi de Sárvár-Felsövidék (1911–1974), sposò Béla Hadik (1905–1971), con discendenza, due figli maschi;
- Gladys Széchényi de Sárvár-Felsövidék (1913–1978), sposò Christopher Finch-Hatton, XV conte di Winchilsea (1911–1950), con discendenza, due figli maschi;
- Sylvia Anita Gabriel Denise Irene Marie "Sylvie" Széchényi de Sárvár-Felsövidék (1918–1998), sposò Antal Szapáry von Muraszombath Széchysziget und Szapar (1905–1972), con discendenza, un figlio e una figlia;
- Ferdinandine "Bubby" Széchényi de Sárvár-Felsövidék (1923–2016), sposò il conte austriaco Alexander von und zu Eltz (1911–1977), con discendenza, due figli maschi.

La coppia intraprese numerosi viaggi attraverso l'Europa e per l'Egitto. durante uno di questi viaggi fecero amicizia con la Duchessa Sophie von Hohenberg, moglie del arciduca austriaco Francesco Ferdinando .Il Conte era stato un gradito ospite al Castello di Miramare a Trieste.

## Morte
La Contessa Széchenyi morì nel 1965.
Nel 1948, da vedova, affittò The Breakers alla Preservation Society of Newport County per un 1 dollaro all'anno. Continuò a mantenere un appartamento a The Breakers, di comune accordo fino alla sua morte.
Nel 1972, la Preservation Society acquistò The Breakers per 365,000 dollari dagli eredi di Gladys, ma la figlia di Gladys, la Contessa Sylvia Szapáry conservò un appartamento al terzo piano fino alla sua morte avvenuta il 1º marzo 1998.